# Kościół Najświętszego Serca Pana Jezusa w Katowicach-Murckach
Kościół Najświętszego Serca Pana Jezusa w Katowicach-Murckach – rzymskokatolicki kościół parafialny należący do dekanatu Katowice-Bogucice archidiecezji katowickiej. Znajduje się on w Katowicach, na terenie dzielnicy Murcki.

## Historia

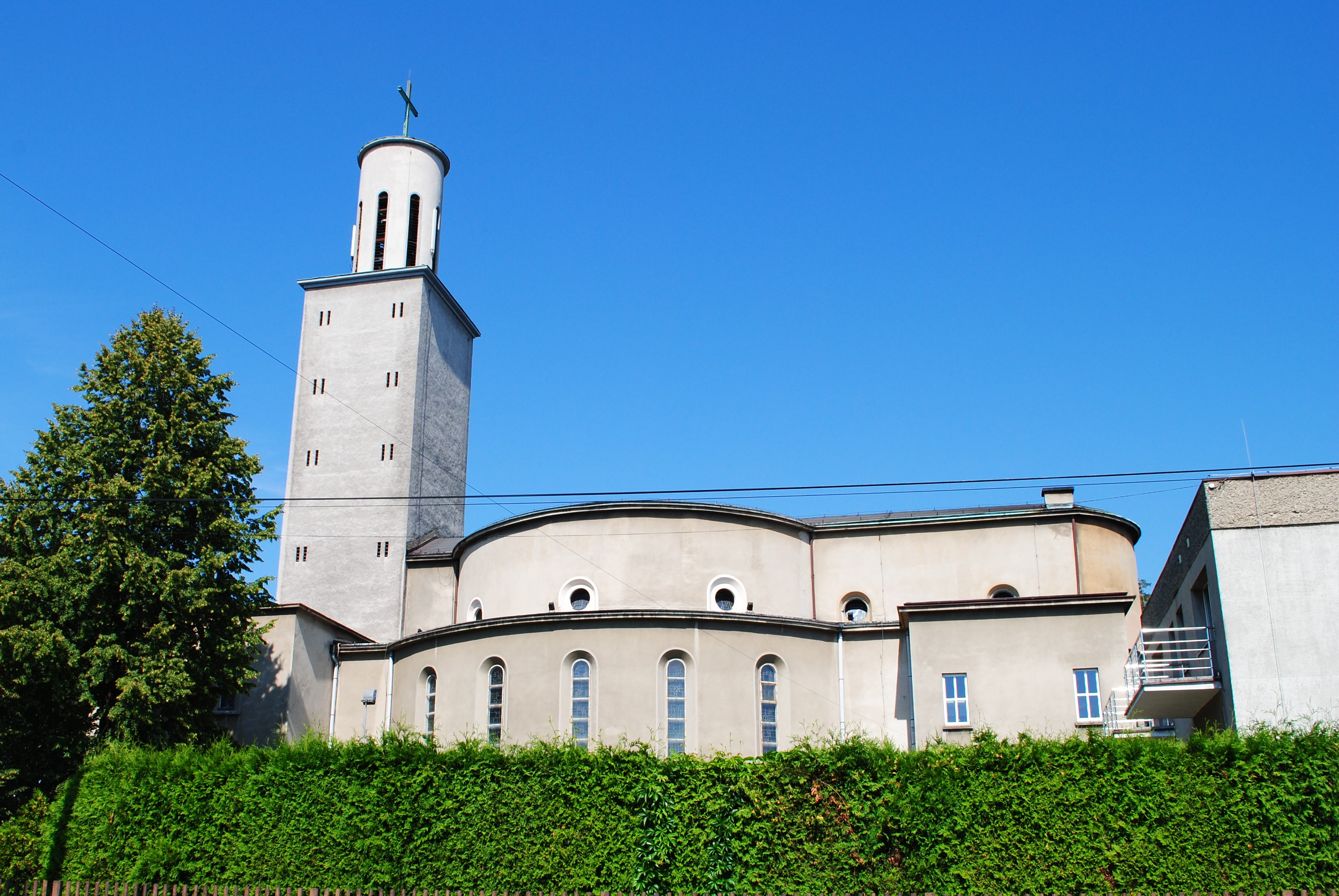
Elewacja południowo-wschodnia (2020)

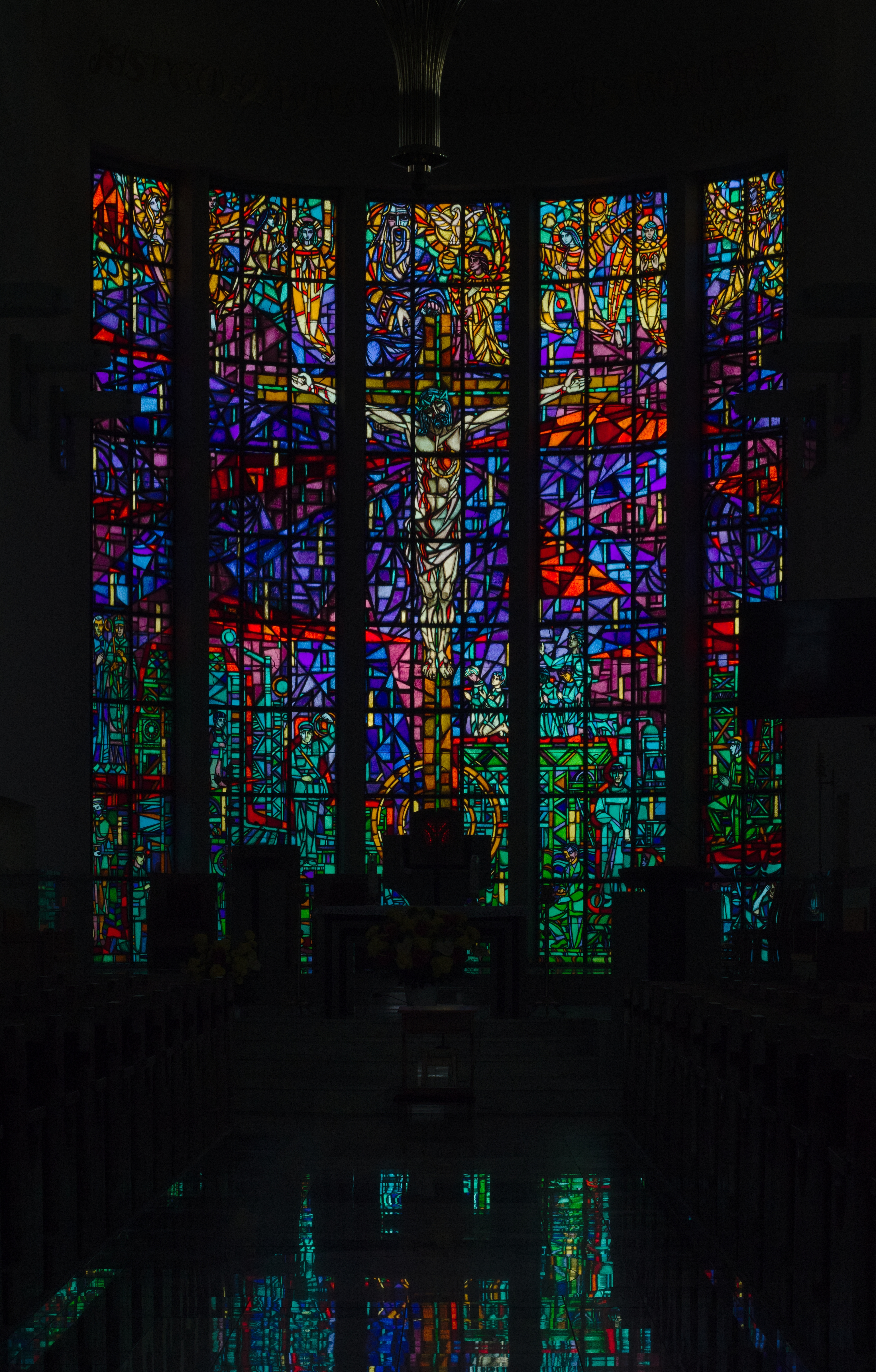
Prezbiterium (2022)

7 czerwca 1930 roku został poświęcony teren pod budowę świątyni o powierzchni 7500 m², teren został ofiarowany bezpłatnie przez Jana Henryka XVII – Księcia Pszczyńskiego. Budowa świątyni rozpoczęła się według planów krakowskiego architekta Zygmunta Gawlika. Początkowo prace budowlane były prowadzone przez budowniczego Artura Allnocha ze Świętochłowic, który w pierwszym roku budowy zmarł. Budowa została dokończona przez p. Pintę z Murcek. Ksiądz proboszcz Wiktor Matejczyk uzyskał kredyt na budowę świątyni ze strony Urzędu Wojewódzkiego w wysokości 150 000 złotych oprocentowanej na stopie 8%. Gmina Murcki postanowiła rocznie dawać ze swego budżetu 6 000 złotych na budowę świątyni. 
Prace budowlane zostały rozpoczęte wiosną 1931 roku. Kamień węgielny pod nową świątynię został poświęcony 20 października 1931 roku. Kamień poświęcił ksiądz infułat Kasperlik z Katowic. Budowa trwała 3 lata. Przy budowie świątyni pracę znaleźli bezrobotni mieszkańcy Murcek. Świątynia została poświęcona pod wezwaniem Najświętszego Serca Pana Jezusa w dniu 28 października 1934 roku przez księdza biskupa sufragana Teofila Bromboszcza.
Akt erekcyjny, czyli z języka łacińskiego Erigere – wznosić, który powołał do istnienia kościół Najświętszego Serca Pana Jezusa w Katowicach-Murckach brzmiał:
„Działo się to w Murckach w roku pańskim tysięcznym dziewięćsetnym trzydziestym pierwszym, kiedy na stolicy Apostolskiej zasiadł łaskawie nam panujący Ojciec Święty Pius XI, kiedy prezydentem Rzeczypospolitej Polskiej wybrany był profesor Ignacy Mościcki, prymasem Polski był syn ziemi śląskiej kardynał ks. dr Hlond, kiedy biskupem Ordynariuszem diecezji katowickiej był ksiądz biskup Stanisław Adamski, Wojewodą Śląskim był dr Michał Grażyński, starostą powiatu pszczyńskiego był dr Jarosz, a proboszczem ks. Wiktor Matejczyk wtedy postanowiła parafia mimo czasów trudnych i ogólnej nędzy wybudować na miejscu ofiarowanym przez Księcia Pszczyńskiego na chwałę Boga i pożytek dusz nieśmiertelnych.
Kościół pod wezwaniem Najświętszego Serca Pana Jezusa, który będzie potomstwu świadectwem zbiorowej ofiarności ludności – prawie wyłącznie robotniczej, poparcia władz województwa śląskiego i stałej pomocy gminy. Kościół powstanie wg. Projektu architekta Zygmunta Gawlika z Krakowa. Budowę powierzono budowniczemu Arturowi Allnochowi ze Świętochłowic, który rozpoczął pracę 8 czerwca 1931 r.”